# Krąg kulturowy
Krąg kulturowy – w etnologii termin oznaczający obszar występowania jednego lub więcej cech lub elementów kulturowych, niekoniecznie ze sobą powiązanych.

## Opis
Jedno z podstawowych pojęć szkoły kulturowo-historycznej, zaproponowane w znaczeniu Kulturkomplex („kompleks kulturowy”) przez Leo Frobeniusa. Określenie to zostało stworzone przez Fritza Graebnera i B. Ankermana w 1905 i oznaczało ono „określony kompleks elementów kulturowych charakterystyczny dla pewnego ograniczonego obszaru”. Według Wilhelma Schmidta stanowił on zespół zjawisk powiązanych ze sobą funkcjonalnie.